# ريتشي دويل
ريتشي دويل (بالإنجليزية: Richie Doyle)‏ هو لاعب قذف أيرلندي، ولد في 28 يوليو 1991 في Goresbridge ‏ في جمهورية أيرلندا.